# قانون الجنسية النمساوية
يفصل قانون الجنسية النمساوي (بالألمانية: Österreichische Staatsbürgerschaft) الشروط التي يصبح بموجبها الفرد مواطناً نمساوياً. والقانون الأساسي الذي يحكم هذه المتطلبات هو قانون الجنسية، الذي دخل حيز التنفيذ في 31 يوليو 1985.
النمسا دولة عضو في الاتحاد الأوروبي (EU) وجميع المواطنين النمساويين هم مواطنون في الاتحاد الأوروبي. لديهم تصريح تلقائي ودائم للعيش والعمل في أي دولة من دول الاتحاد الأوروبي أو المنطقة الاقتصادية الأوروبية (EEA) ويمكنهم التصويت في انتخابات البرلمان الأوروبي.

## التاريخ
خلال الفترة 1812-1918، تم تنظيم الجنسية في الإمبراطورية النمساوية (بعد عام 1867 الإمبراطورية النمساوية المجرية) من قبل Allgemeines bürgerliches Gesetzbuch(ABGB) (§§ 28–30). تم تقديم نظام هيماتريخت في عام 1859, والذي يحدد المواطنة على مستوى البلدية: يضمن هيماتريخت في بلدية معينة حق الإقامة في تلك البلدية والدعم الاجتماعي للأفراد المعوزين. تم تقديم حق الاقتراع (انتخاب المجلس الإمبراطوري) لجميع المواطنين الذكور في هيماتريخت في عام 1906. منذ عام 1863, أُلزمت البلديات بالاحتفاظ بسجل (Heimatrolle) لجميع المواطنين. سيتم تسجيل معظم المواطنين كأعضاء في أبرشية الكنيسة الكاثوليكية (Pfarmatrikel)؛ بالنسبة لغير الكاثوليك، تم تقديم سجل منفصل (Zivilmatrikel) في عام 1870. تم منح الجنسية إما على أساس النسب أو الزواج، أو عن طريق التجنس بعد عشر سنوات من الإقامة (أو على اكتساب وظيفة رسمية). ويمكن أيضًا سحب الجنسية في حالة الغياب لمدة تزيد عن عامين. بموجب مبدأ التبعية، فإن المواطنة في البلدية تعني ضمنيًا المواطنة في أرض التاج لتلك البلدية. الجنسية النمساوية العامة (allgemeines österreichisches Staatsbürgerrecht) لجميع أراضي التاج السيسليثاني الممثلة في المجلس الإمبراطوري تم تقديمها في عام 1867, مع جنسية مجرية منفصلة معترف بها لأراضي التاج المجري.
اعترفت الجمهورية النمساوية الأولى بجميع مواطني جمهورية ألمانيا النمساوية كمواطنين نمساويين، اعتبارًا من 13 ديسمبر 1918. كما تم الاعتراف بهم كمواطنين لجميع الأفراد الذين لديهم إقامة دائمة في أراضي النمسا الألمانية منذ عام 1914 على الأقل. الأفراد الذين يحملون الجنسية النمساوية خارج ألمانيا النمساوية (باستثناء غاليسيا ودالماسية وإستريا) مُنحوا الحق في إعلان أنفسهم ألمانيين نمساويين وبالتالي الحصول على الجنسية.  أدخل الدستور الجديد لعام 1920 نظام الولايات (Bundesländer). تم التعامل مع قانون الجنسية الآن على مستوى الدولة (Landesbürgerschaft), ولا يزال مرتبطًا بالمواطنة البلدية (Heimatrecht) عبر مبدأ التبعية. سمحت الجنسية الجديدة التي تم تمريرها في عام 1925 بالتجنس بعد فترة إقامة دائمة لا تقل عن أربع سنوات.
بين 13 مارس 1938 و27 أبريل 1945, أصبحت النمسا جزءًا من ألمانيا، وتم تطبيق قانون الجنسية الألماني. أولئك الذين حصلوا على الجنسية النمساوية عند إنشاء الجمهورية النمساوية الثانية في عام 1945 فقدوا الجنسية الألمانية بشكل عام في ذلك التاريخ.
تأسست جمهورية النمسا في عام 1955, وتم سن قانون الجنسية الحالي في الأصل في عام 1965, وتم تجديده في عام 1985 ليعكس المساواة بين الجنسين، ويقدم التماثل المثالي لاكتساب الجنسية عن طريق الزواج من قبل أي من الشريكين. تم تحديث القانون عدة مرات، في الأعوام 1986, 1988, 1993, 1994, 1997, 1998, 2006, 2013 و2019.

## اكتساب الجنسية وفقدانها

### الميلاد في النمسا
الولادة في النمسا لا تمنح في حد ذاتها الجنسية النمساوية. ومع ذلك، قد يؤدي ذلك إلى تقليل متطلبات الإقامة للحصول على الجنسية كمواطن نمساوي. يُفترض قانونًا أن اللقطاء الذين تقل أعمارهم عن 6 أشهر يحملون الجنسية النمساوية.

### النسب من أحد الوالدين النمساوية
يصبح الأطفال مواطنين نمساويين تلقائيًا عند ولادتهم، عندما تكون الأم مواطنة نمساوية. وينطبق الشيء نفسه في حالة زواج الوالدين وكان الأب فقط مواطنًا نمساويًا.
إذا لم يكن الوالدان متزوجين وكان والد الطفل فقط مواطنًا نمساويًا، ولكن الأم مواطنة من بلد آخر، فإن الطفل يكتسب الجنسية النمساوية، عندما يعترف الأب النمساوي بأبوته خلال 8 أسابيع أو حقيقة أنه يتم تحديد الأب من قبل المحكمة. في جميع الحالات التي يتم فيها الاعتراف بالأبوة أو قرار المحكمة بعد الإطار الزمني المحدد له، يجوز منح الأطفال الجنسية النمساوية بإجراء مبسط.
إذا كان لدى الوالدين جنسية مختلفة، فإن بلد جنسية الوالد غير النمساوي يتوقع أيضًا وجود حق الدم (مثل النمسا), فسيحصل الطفل على جنسية مزدوجة. وفقًا للقانون النمساوي, لا يتعين على الطفل الاختيار بين الجنسية النمساوية والجنسية الأخرى عندما يصبح بالغًا - وقد تطلب الدولة الأخرى مثل هذا القرار.

### التجنس
من الممكن التقدم بطلب للحصول على الجنسية النمساوية عن طريق التجنس بشكل عام بعد 10 سنوات من الإقامة المستمرة في النمسا. ومع ذلك، في بعض الحالات، من الممكن التقديم مبكرًا.
تشمل المتطلبات الإضافية ما يلي:
- معرفة اللغة الألمانية "مع مراعاة الظروف الشخصية للأجنبي"
- التخلي عن الجنسية الأجنبية (بموجب قانون بلد مقدم الطلب) ما لم يكن ذلك غير عملي. ويمكن التنازل عن هذا الشرط في حالات استثنائية. لمزيد من التفاصيل، راجع قسم الجنسية المزدوجة أدناه.

إن التجنس كمواطن نمساوي على أساس 10 سنوات من الإقامة المستمرة هو أمر تقديري.

### الإعفاءات من شرط الإقامة
يجوز تخفيض شرط الإقامة أو التنازل عنه في الحالات التالية:
- اللاجئين المعترف بهم (10 سنوات)
- مواطنو دول المنطقة الاقتصادية الأوروبية الأخرى (6 سنوات)
- الأشخاص المولودون في النمسا
- مواطنين سابقين في النمسا
- الأشخاص الذين لديهم معرفة باللغة الألمانية في المستوى B2 أو مع دليل على التكامل الشخصي الكبير (بعد 6 سنوات من الإقامة المتواصلة).[6]

### الحق في منح الجنسية النمساوية
يحق لبعض الأشخاص الحصول على الجنسية النمساوية من خلال عملية أبسط من التجنس.
الأطفال القصر للشخص الذي حصل على الجنسية النمساوية يحصلون في أغلب الأحيان على الجنسية النمساوية أيضًا.

### أزواج المواطنين النمساويين
- يجب أن يكون الزواج قد استمر لمدة لا تقل عن 5 سنوات.
- يجب أن يكون الزوج المتقدم قد عاش أيضًا في النمسا بتصريح تسوية (Niederlassungsbewilligung) لمدة لا تقل عن 6 سنوات.

يعد نظام الاستحقاق هذا هو الأكثر تقييدًا بين جميع الدول الأعضاء في الاتحاد الأوروبي فيما يتعلق بحصول الأزواج الأجانب على جنسية الدولة العضو.

### الإقامة الطويلة في النمسا
يحق للشخص الذي عاش في النمسا لمدة 30 عامًا، أو أكثر من 15 عامًا في حالات "الاندماج الشخصي والمهني المستدام", الحصول على الجنسية النمساوية.

### مواطنون نمساويون سابقون
- يمكن لمواطني النمسا السابقين الذين فقدوا جنسيتهم بخلاف التنازل أو الحرمان أن يحصلوا على الجنسية النمساوية بعد الإقامة لمدة عام واحد في النمسا. يجب أن يكون لديك الجنسية النمساوية لمدة 10 سنوات قبل فقدانها.
- يجوز للشخص الذي فقد الجنسية النمساوية عندما كان طفلاً (بخلاف الحرمان) أن يستعيدها عن طريق الإعلان خلال عامين من بلوغه سن 18 عامًا.

### الأشخاص عديمي الجنسية المولودون في النمسا
يجوز منح الشخص عديم الجنسية المولود في النمسا الجنسية النمساوية في غضون عامين من سن 18 عامًا إذا كان قد عاش في النمسا لمدة إجمالية تبلغ 10 سنوات، بما في ذلك 5 سنوات متواصلة قبل تقديم الطلب.

### استعادة الجنسية النمساوية المفقودة لضحايا الاشتراكية الوطنية وأحفادهم
اعتبارًا من 1 سبتمبر 2020, سيُسمح لليهود النمساويين وأي مواطنين نمساويين آخرين، بالإضافة إلى الأشخاص عديمي الجنسية ومواطني الدول الخلف للإمبراطورية النمساوية المجرية المقيمين في النمسا، والذين غادروا النمسا قبل 15 مايو 1955 لأنهم إما عانوا من الاضطهاد من قبل النظام النازي أو كان لديهم سبب للخوف من هذا الاضطهاد، وكذلك أولئك الذين عانوا من الاضطهاد بسبب دعمهم للديمقراطية في النمسا أو كان لديهم سبب للخوف من هذا الاضطهاد، تمكنوا من استعادة جنسيتهم، مع الاحتفاظ بأي جنسية أخرى حصلوا عليها منذ ذلك الحين. وبالإضافة إلى ذلك، فإن أي أحفاد مباشرين لهؤلاء الأشخاص، بما في ذلك أولئك الذين تم تبنيهم كقاصرين، يمكنهم المطالبة بالجنسية النمساوية، دون التخلي عن أي جنسية موجودة، وسواء كان أسلافهم قد استعادوا الجنسية النمساوية أو طالبوا بها أم لا.

### التعيين في منصب أستاذ في إحدى الجامعات النمساوية
ونتيجة لأن التعيين في منصب أستاذ في إحدى الجامعات النمساوية أو أي معهد آخر للتعليم العالي يستلزم تعيين موظف حكومي قبل عام 2001 3, فقد كان المواطنون الأجانب يحصلون في السابق على الجنسية النمساوية فور توليهم مناصبهم، دون التقدم بطلب إضافي للحصول على الجنسية أو الاضطرار إلى ذلك 4.
كان دخول النمسا إلى الاتحاد الأوروبي يعني أن مواطني الدول الأعضاء الأخرى يتمتعون الآن بنفس الحقوق في الحصول على عمل مثل النمساويين (نتيجة للتكامل الأوروبي الأوسع). وهذا يعني أن منح الجنسية التلقائية للأساتذة كان صالحًا فقط لمواطني الدول غير الأعضاء في الاتحاد الأوروبي 5. ومع ذلك، منذ 1 سبتمبر 2001, تم الإعلان عن وظائف الأساتذة الجامعيين حصريًا على أنها وظائف في القطاع الخاص 6. لذلك، أصبح شرط منح الجنسية تلقائيًا للمواطنين الأجانب المعينين في مناصب الأستاذية (كما هو موجود في المادة 25 Abs. 1 StbG) عفا عليه الزمن. ولذلك تقرر أن هذه المادة لم تعد صالحة بموجب قانون التطهير الدستوري الاتحادي الأول (Erstes Bundesverfassungsrechtsbereinigungsgesetz) الصادر في 4 يناير 2008. 7 تم إلغاء لائحة الأساتذة (Dienstantritt als Universitätsprofessor, § 25 Abs. 1) من خلال مراجعة القانون في عام 2008. 8
علاوة على ذلك، حصل الأزواج والأبناء القصر غير المتزوجين للأساتذة الذين كانوا لا يزالون مسؤولين في الدولة سابقًا على الجنسية النمساوية (المادة 25 Abs. 2 و3) من خلال الإعلان، في غضون عام واحد من قبول الزوج/الوالد كمواطن، "الرغبة في كن مواطنًا مخلصًا للجمهورية". في هذه الحالة الخاصة من التجنس، تم السماح بالجنسية المزدوجة. وأظهر استطلاع برلماني 9 حول عدد الأشخاص المجنسين بهذه الطريقة أنه لم يتم جمع إحصاءات حول هذه النقطة.

### فقدان الجنسية النمساوية
المواطن النمساوي الذي يكتسب جنسية أخرى عن طريق العمل الطوعي يفقد الجنسية النمساوية تلقائيًا، حيث أن الجنسية المزدوجة مقيدة بشكل كبير بموجب القانون (انظر القسم أدناه للحصول على التفاصيل). الاستثناء هو في الحالات التي يتم فيها الحصول على إذن بالاحتفاظ بالجنسية النمساوية مسبقًا. وقد يكون من الصعب الحصول على ذلك، حيث أن هدف المشرع هو تقليل عدد الجنسية المزدوجة الممنوحة. هناك استثناءات للحالات التي يكون فيها من مصلحة جمهورية النمسا منح هذه الجنسية المزدوجة (على سبيل المثال الأفراد البارزين في الفنون والرياضة والعلوم والأعمال وما إلى ذلك), أو في المواقف التي قد يعاني فيها المواطن من مشقة بسبب عدم الحصول على الجنسية الثانية. على سبيل المثال، إذا أراد مواطن نمساوي الحصول على الجنسية الأمريكية لأنه يعيش في الولايات المتحدة، وبدون الجنسية الأمريكية، سيفقد بطاقته الخضراء بسبب إجباره على السفر أكثر من 180 يومًا سنويًا من قبل صاحب العمل، ثم إذا تقدم بطلب للحصول على إذن بالاحتفاظ بالجنسية النمساوية، يتم عادةً الموافقة على هذا الطلب وأصبح تقريبًا إجراءً شكليًا.[بحاجة لمصدر]
الجزء المهم هو أن طلب الاحتفاظ بالجنسية النمساوية يتم قبل الحصول على جنسية أخرى. وبخلاف ذلك، يتم فقدان الجنسية النمساوية تلقائيًا بمجرد حصول الشخص على الجنسية الأجنبية.
يتم أيضًا فقدان الجنسية النمساوية تلقائيًا عند الخدمة في جيش أجنبي.

## الجنسية المزدوجة

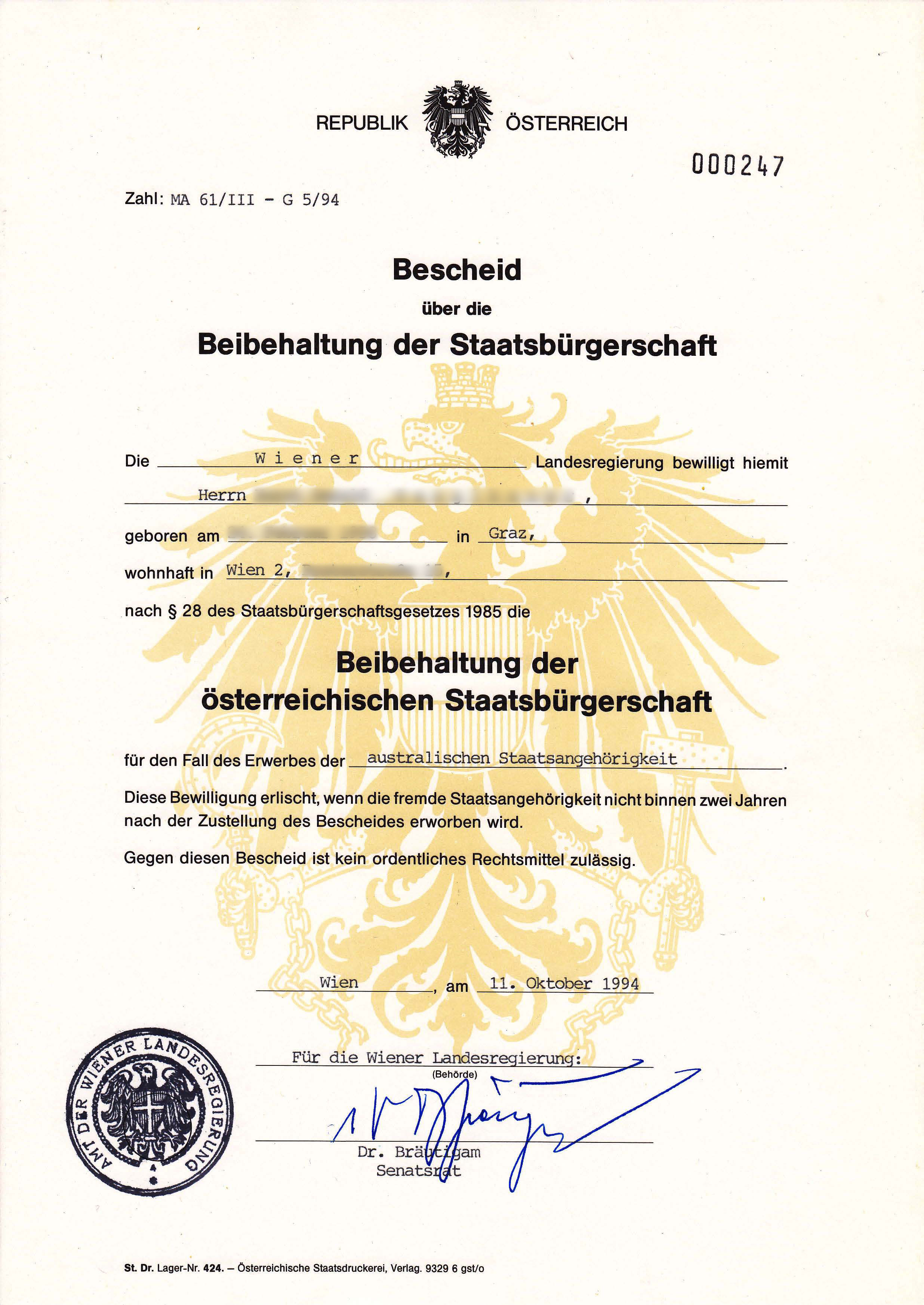
شهادة الاحتفاظ بالجنسية النمساوية، تصدر لمواطن نمساوي يحصل على الجنسية الأسترالية.

يقيد القانون النمساوي إلى حد كبير الجنسية المزدوجة. بشكل عام، يحق للفئات التالية فقط من المواطنين النمساويين الحصول على جنسية أجنبية:
- أولئك الذين يحصلون على جنسية أخرى عند الولادة، مثل الأطفال المولودين لأبوين نمساويين في بلد آخر، وبالتالي يحصلون تلقائيًا على جنسية ذلك البلد، أو أولئك الذين ولدوا لأبوين نمساويين وأجانب.
- المواطنون النمساويون المتجنسون الذين لا يستطيعون التخلي عن جنسيتهم الحالية.
- أولئك الذين يحصلون على الجنسية النمساوية على أساس تعيينهم أستاذاً في إحدى الجامعات النمساوية.[بحاجة لمصدر] راجع القسم أعلاه للحصول على التفاصيل.
- مواطن نمساوي بالولادة (مواطن نمساوي ولد في النمسا أو ولد في الخارج لأبوين نمساويين) أو مواطن نمساوي بالولادة أو ولد في بلد قانون الأرض (مثل الولايات المتحدة الأمريكية أو كندا أو المكسيك)
- مواطن طبيعي مولود في البلد الآخر (مواطنو الدول الأخرى بالولادة، قانون الأرض، على سبيل المثال الولايات المتحدة الأمريكية أو كندا أو المكسيك أو النسب) في بعض الحالات لا يحتاجون إلى التخلي عن جنسيتهم السابقة
- يُعفى النمساويون المتجنسون في البلدان الناطقة باللغة الألمانية مثل ألمانيا وليختنشتاين وبلجيكا وسويسرا في بعض الأحيان من الحصول على إذن أو التخلي عن جنسيتهم النمساوية. ومع ذلك، فإن النمسا وألمانيا، على سبيل المثال، تتبادلان المعلومات بشأن تجنيس المواطنين مع أحكام تتعلق بمصادرة الوثائق.[10]
- المواطنون النمساويون الذين يتجنسون في بلد آخر بإذن حصلوا عليه للاحتفاظ بالجنسية النمساوية (بالألمانية: Beibehaltung der Staatsbürgerschaft). ومن الأمثلة الشهيرة على ذلك الممثل والسياسي أرنولد شوارزنيجر، الذي حصل على الجنسية الأمريكية ولكن حصل على إذن خاص للاحتفاظ بجنسيته النمساوية.
- ضحايا الاضطهاد النازي وأحفادهم.[11]
- وفي ظروف خاصة، مثل الممثل كريستوف فالتز، المولود في فيينا، حيث ذهب أيضًا إلى المدرسة ودرس الدراما، والذي يحمل جواز سفر ألماني مثل والده، رغم أن والدته نمساوية. حصل على الجنسية النمساوية في سبتمبر 2010 بعد حصوله على جائزة الأوسكار في مارس لأفضل ممثل في فيلم أوغاد مجهولون للمخرج تارانتينو. ومع ذلك، أثارت الموافقة الفورية على طلبه للحصول على الجنسية الجدل حول سياسات الهجرة والمواطنة النمساوية التي تعتبر منحازة بشدة لصالح المشاهير.[12]

النمسا وهولندا هما الدولتان الوحيدتان الموقعتان على اتفاقية ستراسبورغ بشأن الحد من حالات الجنسية المتعددة التي لم تنسحب (منسحبة) من الفصل الأول، الذي يحد من الحالات التي يُسمح فيها بالجنسية المزدوجة. لا تمثل الاتفاقية مشكلة بالنسبة لطلب الشخص الحصول على جنسية مزدوجة، حيث أن الحظر موجود في القانون المحلي النمساوي (StBG) ويتم تطبيقه على أي جنسية أجنبية، في جميع أنحاء العالم (في حين أن الاتفاقية لا تلزم سوى عدد قليل من الدول الموقعة). ومع ذلك، فإن قبول النمسا للفصل الأول له أهمية رمزية وتاريخية، بمعنى أنه يعكس الموقف تجاه المواطنة المتعددة التي تم تدوينها في القانون.

## جنسية الاتحاد الأوروبي
ولأن النمسا جزء من الاتحاد الأوروبي، فإن المواطنين النمساويين هم أيضًا مواطنون في الاتحاد الأوروبي بموجب قانون الاتحاد الأوروبي، وبالتالي يتمتعون بحقوق حرية التنقل ولهم حق التصويت في انتخابات البرلمان الأوروبي. عندما تكون في دولة خارج الاتحاد الأوروبي حيث لا توجد سفارة نمساوية، يحق للمواطنين النمساويين الحصول على الحماية القنصلية من سفارة أي دولة أخرى في الاتحاد الأوروبي موجودة في ذلك البلد. يمكن للمواطنين النمساويين العيش والعمل في أي دولة داخل الاتحاد الأوروبي نتيجة لحق حرية الحركة والإقامة الممنوح لهم في المادة 21 من معاهدة الاتحاد الأوروبي.